# Kao Pchan-lung
Kao Pchan-lung (čínsky pchin-jinem Gāo Pānlóng, znaky tradiční 高攀龍, 1562–1626) byl čínský neokonfuciánský filozof a politik působící v říši Ming, jeden z vůdců akademie Tung-lin a stejnojmenného hnutí.

## Jména
Kao Pchan-lung používal zdvořilostní jména Jün-cchung (čínsky pchin-jinem Yúncóng, znaky tradiční 雲從) a Cchun-č’ (čínsky pchin-jinem Cúnzhī, znaky tradiční 存之) a pseudonym Ťing-i (čínsky pchin-jinem Jǐngyì, znaky 景逸).

## Život
Kao Pchan-lung pocházel z Wu-si (v dnešní provincii Ťiang-su). Studoval konfuciánské klasiky a skládal úřednické zkoušky: roku 1582 složil provinční zkoušky, roku 1589 úspěšně absolvoval i nejvyšší stupeň zkoušek, palácové zkoušky a získal hodnost ťin-š’. Do roku 1591 držel smutek za adoptivního otce, poté nastoupil úřednickou kariéru.
Roku 1593 se opozičně naladění úředníci střetli s velkými sekretáři ohledně šestiletého hodnocení úředníků, Čao Nan-sing a později Ku Sien-čcheng kvůli konfliktu přišli o funkce, Kao Pchan-lungovi protesty následujícího roku vynesly přeložení do jihočínské provincie Kuang-tung. Cestou prožil osvícení, sjednocení se světem, pochopení že svět a on jsou jedno. Dospěl k závěru, že úsilí o morální zdokonalení závisí pouze na něm a musí přijít z vlastního srdce/mysli (sin). Po několika měsících na jihu roku 1595 odešel ze státní služby. Poté žil doma ve Wu-si, při studiu se řídil Ču Siho zásadou „půl dne učení z knih, půl dne meditace“. Roku 1603 navrhl Ku Sien-čchengovi založit akademii Tung-lin, jako středisko výuky a veřejných debat o filozofii, aktivně se podílel na jejím fungování a po smrti Ku Sien-čchenga roku 1612 převzal její vedení. V čele akademie stál do jejího rozpuštění roku 1625.
Filozoficky patřil ke škole Čcheng-Ču, ovlivnil ho i Čang Caj a Wang Jang-ming. Zdůrazňoval chápání principu prostřednictvím ke-wu č’-č’, „rozšíření poznání zkoumáním věcí“, soustředil se na meditaci (ťing-cuo). Kritizoval Wang Jang-mingovu doktrínu: sice souhlasil s tím, že zkoumání věcí (ke-wu) má být zaměřené na vlastní srdce/mysl, nicméně považoval za mylný Wangův závěr o vrozenosti morálního poznání. Navrhoval soustředit úsilí jak na meditaci, tak i na čtení knih, nicméně hlavním předmětem zkoumání pro něj (v tradici Süe Süana) zůstávalo vlastní nitro, vlastní srdce/mysl, nikoliv rostliny, stromy nebo objekty vnějšího světa. Jeho učení kladlo větší důraz na úctu (ťing, 敬) a klid (ťing, 靜) než na znalosti o světě. Ke-wu prováděl pomocí meditace, mající za cíl dostat se do stavu souznění s veškerým všehomírem. S Wangem se shodoval v hledání principu (li) morálky ve vlastní srdci/mysli; odmítal však interpretaci Wangových stoupenců, kteří „vrozené poznání dobra“ měli za ospravedlnění individualismu. Cílem Kao Pchan-lunga bylo znovuustavení morálního úsilí (kung-fu) jako prostředku sebezdokonalení a odmítnutí módního učení, že dobro je spontánně přítomno v srdci/mysli, anebo že srdce/mysl je ve svém jádru mimo dobro a zlo.
Žil podle svého učení: založil charitativní fond pro pomoc chudým a potřebným, učil v akademii Tung-lin i dalších ťiangnanských akademiích, meditoval, vedl úzkostlivě morální život. Po roce 1620 s nástupem nového císaře přijal, se skupinou stoupenců hnutí Tung-lin, kteří byli od poloviny 90. let také v opozici (Cou Jüan-piao, Feng Cchung-wu, Čao Nan-sing a další) úřad v Pekingu. Podílel se na založení akademie Šou-šan v Pekingu roku 1622. Roku 1623 rezignoval a vrátil se do Wu-si. Záhy byl jmenován náměstkem ministra trestů a na podzim 1624 vedoucím kontrolního úřadu. Funkci vykonával pouze několik týdnů, stoupenci hnutí Tung-lin se totiž střetli s klikou eunucha Wej Čung-siena, v mocenském souboji neuspěli a Kao patřil mezi hodnostáře v zimě 1624/1625 odvolané z úřadů (vedle ministra státní správy Čao Nan-singa, velkého sekretáře Chan Kuanga, chanlinského akademika Miao Čchang-čchiho a dalších).
V létě 1625 bylo několik tunglinských straníků uvězněno a ve vězení zemřelo. Následující rok byl vydán příkaz k zatčení další skupiny tunglinských aktivistů včetně Kao Pchan-lunga. Informace o připravovaném zatčení se však ke Kao Pchan-lungovi dostala, a on, ve snaze vyhnout se zatčení, spáchal sebevraždu utopením se v jezírku.